# August Terkmann
August Artur Terkmann (* 29. August 1885; † 12. Februar 1940 in Tallinn) war ein estnischer Orgelbauer und Organist.

## Leben und Orgelbau
August Terkmann ging sowohl bei seinem Vater als auch bei der deutschen Orgelmanufaktur Aug. Laukhuff in Weikersheim in die Lehre. Er übernahm 1908 von seinem Vater Gustav Terkmann (1850–1924) die Leitung der berühmten Orgelwerkstatt in Tallinn und wurde einer der bedeutendsten estnischen Orgelbauer. Seine Orgeln stehen in Estland, Lettland und Russland (Sankt Petersburg, Uljanowsk, Astrachan). Die größte Terkmann-Orgel befindet sich in der Heiliggeistkirche von Tallinn.
Terkmann verwendete bei seinen Orgeln pneumatische und elektropneumatische Traktur. Ab etwa Mitte des ersten Jahrzehnts des 20. Jahrhunderts baute die Familie Terkmann nur noch romantische Orgeln.

## Orgeln (Auswahl)
August Terkmann baute Orgeln in Estland, einzelne auch im heutigen Russland und Lettland. Einige sind erhalten.
Orgelneubauten
| Jahr           | Ort                                | Gebäude                                           | Bild | Manuale | Register | Bemerkungen |
| -------------- | ---------------------------------- | ------------------------------------------------- | ---- | ------- | -------- | --- |
| 1911           | Tarvastu                           | Kirche                                            |      | II/P    | 22       | |
| 1912           | Randvere                           | Kirche                                            |      | I/P     | 6        | |
| 1913           | Paistu,                            | Marienkirche                                      |      | II/P    | 22+2     | |
| 1914 oder 1919 | Tallinn                            | Peter-und-Paul-Kirche (katholisch)                |      | II/P    | 8        | erhalten |
| 1914           | Tallinn                            | Johanniskirche                                    |      | IV/P    | 51       | Neubau (oder Umbau) nach Normann-Orgel, erstmals elektrische Verbindung zur Altarorgel in Estland, heute III/P, 66 (39)           |
| 1914           | Järvakandi                         | St. Petri                                         |      | I/P     | 9        | mit Gutdorf |
| vor 1918?      | Sankt Petersburg                   | Kirche                                            |      |         |          | nicht erhalten |
| vor 1918       | Astrachan, Russland                | Kirche                                            |      |         |          | nicht erhalten |
| vor 1918       | Sibirsk, heute Uljanowsk, Russland | Kirche                                            |      |         |          | nicht erhalten |
| 1918           | Kuusalu                            | Kirche                                            |      | II/P    | 15       | |
| 1921           | Nömme Rahu                         | Kirche                                            |      | II/P    | 10       | |
| 1923           | Käru                               | Kirche                                            |      | II/P    | 8        | |
| 1925           | Lääne-Nigula                       | Kirche                                            |      | II/P    | 10       | |
| 1927           | Kuldīga (Goldingen), Lettland      | Kirche St. Anna                                   |      |         |          | |
| 1927–1929      | Tallinn                            | Heiliggeistkirche                                 |      | IV/P    | 66+2     | seine größte Orgel, mit elektrischer Verbindung zur Altarorgel, 1985–1990 restauriert von Hardo Kriisa, heute IV/P 70 (71)→ Orgel |
| 1929           | Kunda                              | Kirche                                            |      | II/P    | 6+3      | |
| 1934           | Räpina,                            | St.-Michaelis-Kirche                              |      |         |          | erhalten |
| 1936           | Tapa                               | Kirche                                            |      | II/P    | 14       | |
| ?              | Tallinn                            | Konzerthaus "Estonia", heute Nationaloper Estonia |      |         |          | |
| ?              | Kärla                              | Kirche                                            |      | II/P    | 8        | |

Weitere Arbeiten
| Jahr | Ort   | Gebäude            | Bild | Manuale | Register | Bemerkungen                                        |
| ---- | ----- | ------------------ | ---- | ------- | -------- | -------------------------------------------------- |
| 1914 | Keila | St. Michaelskirche |      |         |          | Reparaturen (Umbau?) an der Walcker-Orgel von 1843 |